# Florian Wenk
Florian Wenk (* 27. Februar 1998) ist ein Schweizer Unihockeyspieler. Er steht beim Nationalliga-A-Vertreter Grasshopper Club Zürich unter Vertrag.

## Karriere

### Verein
Wenk begann seine Karriere beim THS Adliswil, wechselte aber später in den Nachwuchs des Grasshopper Club Zürich (GC). 2016/17 kam er erstmals für die erste Mannschaft von GC zum Einsatz. Nach der Saison 2016/17 gab der Grasshopper Club bekannt, dass Wenk dem Kader der ersten Mannschaft für die Saison 2017/18 angehören wird.

### Nationalmannschaft
2015 kam Wenk zum ersten Mal für die U19-Unihockeynationalmannschaft der Schweiz zum Einsatz. Ein Tor gelang ihm bei der Euro Floorball Tour (EFT) allerdings nicht. Mit der U19 nahm er insgesamt an zwei EFTs teil und absolvierte sieben Testspiele. Ausserdem nahm er mit der Schweizer U19-Nationalmannschaft 2017 an der U19-WM in Växjö teil. Im Moment ist er Mitglied der im Sommer 2018 neu geschaffenen U23-Nationalmannschaft von swiss unihockey.